# Amasia Landscape
Amasia Landscape（アメイジア・ランドスケープ）は日本の音楽ユニット。長尾大がフルプロデュースし、映像を音楽・文章と融合させて配信する。現在はボーカルのAkicoを中心とし、映像・文章に於いても各分野にて第一線で活躍するクリエイターをクルーとした体制で活動中。
ユニット名は世界6大陸のプレートが2億年後、再び一つの場所に集まって生まれる超大陸「アメイジア大陸」とその風景（Landscape）に想いを馳せて命名している。

## 作品

### アルバム
いずれも「CD+DVD」の1形態でのリリース
1. Goldenvine （2005年7月27日）
  1. 桃源郷 （テレビ東京系アニメ『ビューティフル ジョー』エンディングテーマ、熊本朝日放送局名告知）
  2. 金色の葡萄 ～GOLDEN VINE～
  3. 青い鳥
  4. Ark （『ボルヴィック MIVAキャンペーン』イメージソング）
  5. 語りべの詩 （『広島工業大学』CMソング）
  6. 夕暮れの坂道
2. Flower Crown （2005年12月14日）
  1. Flower Crown
  2. 聖夜の燈
  3. 宇宙の絵画
  4. 草原の音楽
  5. 航路
  6. Be in love

### その他
1. NEUTRAL-Type Akico from Amasia Landscape （2005年3月30日）
  - 長尾大がセレクトしたDo As Infinityの作品を、Akicoが英作詞でカバー。